# Паркови Канаде
Паркови Канаде државна су агенција, коју је основала Владе Канаде, 1911. године, са задатком да газдује, штити, одржава и представља национално  природно и културног наслеђа Канaде. Као и да развија друштвене облике понашања, схватања, прихватања и одобравања, како би се обезбедио еколошки и историјски интегритет природног и културног наслеђа Канде за садашње и будуће генерације. Паркови Канада воде бригу о 46 националних паркова, седам резервата природе, четири национална резервата на мору, једној националној знаменитости и 158 историјских споменика. Агенција такође управља земљиштем и воденим површинама које су издвојена као потенцијални национални паркови, укључујући и осам националних паркова резервата и један националне резерват за очување мора. Канадским Регистром историјских места, такође управљају Паркови Канаде, у сарадњи са покрајинским и територијалним владама и другим савезним органима.

## Историјат
Паркови Канаде су основани 1911. године као део Доминионских паркова Канаде. Они су били први агенција за газдовање националним парковима на свету. Агенција је раније била позната под називом „Канадска парковска служба”, да би тек више година ксније добла садашњи назив. 
Рад Паркова Канаде регулисан је Законом о националним парковима Канаде, који је усвојен 1930. године, а потом допуњен 1988. године.

## Основни задаци
Паркови Канаде као прва националне парковска служба на свету, у фокус свог деловања примарно ставља активности које треба да обезбеде да у националним парковима канадско друштво непрестано улаже и ради на очувању и презентацији неких од „икона” пејзажа Канаде. Зато у свом раду агенција настоји да заштите важне примерке биолошке разноврсности нације и осигура да национални паркови буду мање изложени утицају климатских промена на екосистеме. 
Агенција такође ради на томе да обезбеди да урбанизоване популације, укључујући и новорођене Канађане и младе, све више изоловане од природе, упозна са јединственим и инспиративним могућностима бројним садржајима националних паркова, и код њих створи потребу да воле и чувају природу и да одржавају националне паркове неоштећене за будуће генерације.